# Рутозид
Рутозид (лат. Rutosidum, род. Rutosidi), также рутин, кверцетин-3-О-рутинозид, софорин, — гликозид флавоноида кверцетина. Относится к группе витамина P.
Впервые рутин был экстрагирован в 1842 году из растения рута душистая, от которой рутин и получил свое название.
Активное вещество во многих лекарственных препаратах: Антигриппин, Аскорутин, Аэровит, Вобэнзим, Декамевит, Компливит-Актив, Ундевит и др.

## Содержание в природе
В естественной среде рутин содержится в листьях руты душистой, гречихи, одуванчика, розмарина, чайного куста, в чёрной смородине и др. Рутин содержат все цитрусовые (апельсины, мандарины, лимоны), особенно с внутренней стороны кожуры и в междольковой части, все сорта вишни, винограда, слив, яблок и абрикосов. В некоторых видах ягод, в частности, шиповнике, малине, чёрной смородине, ежевике, чернике, рябине и аронии, тоже есть витамин Р. Из овощей наибольшее содержание присутствует в болгарском перце красного цвета, томатах, свёкле, капусте, листьях салата, щавеле и чесноке.
Максимальное количество содержат ягоды черноплодной рябины — до двух тысяч миллиграмм на сто миллилитров сока.
Биологическая роль рутина в растениях сводится, главным образом, к тому, что он обеспечивает защиту от ультрафиолетового излучения. Отмечена положительная корреляция между воздействием ультрафиолетового излучения и синтезом рутина растениями.
Примерное содержание рутина в 100 г:
| Продукт                                | Содержание рутина в 100 г |
| Каперсы                                | 332 мг                    |
| Чёрные оливки                          | 45 мг                     |
| Гречиха, цельнозерновая мука           | 36 мг                     |
| Спаржа (сырая)                         | 23 мг                     |
| Чёрная малина                          | 19 мг                     |
| Красная малина                         | 11 мг                     |
| Гречиха, термически обработанная крупа | 9 мг                      |
| Гречиха, рафинированная мука           | 6 мг                      |
| Сливы                                  | 6 мг                      |
| Смородина                              | 5 мг                      |
| Ежевика                                | 4 мг                      |
| Помидор черри                          | 3 мг                      |
| Чернослив                              | 2 мг                      |
| Пажитник                               | 2 мг                      |
| Майоран сушёный                        | 2 мг                      |
| Чёрный чай, настой                     | 2 мг                      |
| Изюм                                   | 1 мг                      |
| Цукини                                 | 1 мг                      |
| Абрикос                                | 1 мг                      |
| Зелёный чай, настой                    | 1 мг                      |

## Исследования на животных
Исследования эффективности рутина проводились на мышах, крысах, хомяках и кроликах.
В экспериментах на животных были получены следующие результаты:
- Рутин ингибирует агрегацию тромбоцитов[11];
- Рутин увеличивает проницаемость капилляров, улучшая кровообращение;
- Рутин обладает противовоспалительной активностью (исследования на крысах и морских свинках)[12][13];
- Рутин помогает предотвратить образование тромбов, поэтому может быть использован для лечения пациентов с риском сердечных приступов и инсультов[14];
- По некоторым данным рутин может быть использован для лечения геморроя, варикоза и микроангиопатии[15];
- В относительно высоких дозах рутин увеличивает поглощение йода щитовидной железой (исследование проводилось на крысах) и снижает уровень гормонов Т3 и Т4[16];
- Рутин также является антиоксидантом[17]. По некоторым данным рутин сильнее кверцетина, гесперидина и нарингина[18]. Однако в других исследованиях эффективность рутина оказалась ниже по сравнению с кверцетином[19][20].

Масштабных исследований эффективности рутина на людях не представлено.

## Применение в медицине
Согласно данным производителя, приведённым в Российском справочнике РЛС, показаниями для применения добавок с рутином являются:
гиповитаминоз, повышение проницаемости сосудов: при геморрагическом диатезе, капилляротоксикозе, лучевой болезни, септическом эндокардите, ревматизме, артериальной гипертензии, аллергических заболеваниях, кори, скарлатине, сыпном тифе, кровоизлиянии в сетчатку глаза.
В ветеринарии рутин используется в лечении хилоторакса у собак и кошек.

## Противопоказания
Гиперчувствительность.
Ограничения к применению
Беременность (I триместр).

## Побочные действия
Диспептические явления, головная боль, приливы, аллергические высыпания на коже, местные кожные реакции (гель).

## Способ применения и дозы
Внутрь, во время еды, 2 раза в сутки.
После исчезновения симптомов (обычно через 2–4 нед.) лечение следует продолжить ещё несколько недель.
Суточная потребность витамина Р для взрослого здорового человека на данный момент точно не определена, но Роспотребнадзор рекомендует употреблять 250 мг взрослым и 100–250 мг детям (в зависимости от возраста). В лечебных целях можно употреблять и больше – передозировка витамином P практически невозможна. По другим данным, суточная потребность витамина Р для взрослого здорового человека составляет 35–50 мг .